# Société de construction automobile parisienne
Pour l’article ayant un titre homophone, voir SCAP.
La S.C.A.P. (Société de Construction Automobile Parisienne) fut créée en 1912 par MM. Launay et Margaria. Elle a construit des automobiles jusqu'en 1929. Elle a aussi fabriqué sous licence des moteurs d’avions Hispano-Suiza pendant la guerre et livré des moteurs à d'autres constructeurs automobiles (tels Bignan, B.N.C., Rally et Tracta).
Les premiers modèles étaient équipés de moteurs Ballot. Elle participa aux 24 Heures du Mans 1927 (quatrième), 1928 (douzième), 1929 (neuvième) et 1930 (huitième). La dernière S.C.A.P., parue en 1929, disposait d’un moteur de 2,0 litres à huit cylindres en ligne et soupapes en tête.
En 1928, les Rally (Automobiles Rally) type ABC sont équipées exclusivement du moteur SCAP X11 (1 100 cm3 et 1 172 cm3) et remportent un certain succès sportif.

## Palmarès sportif

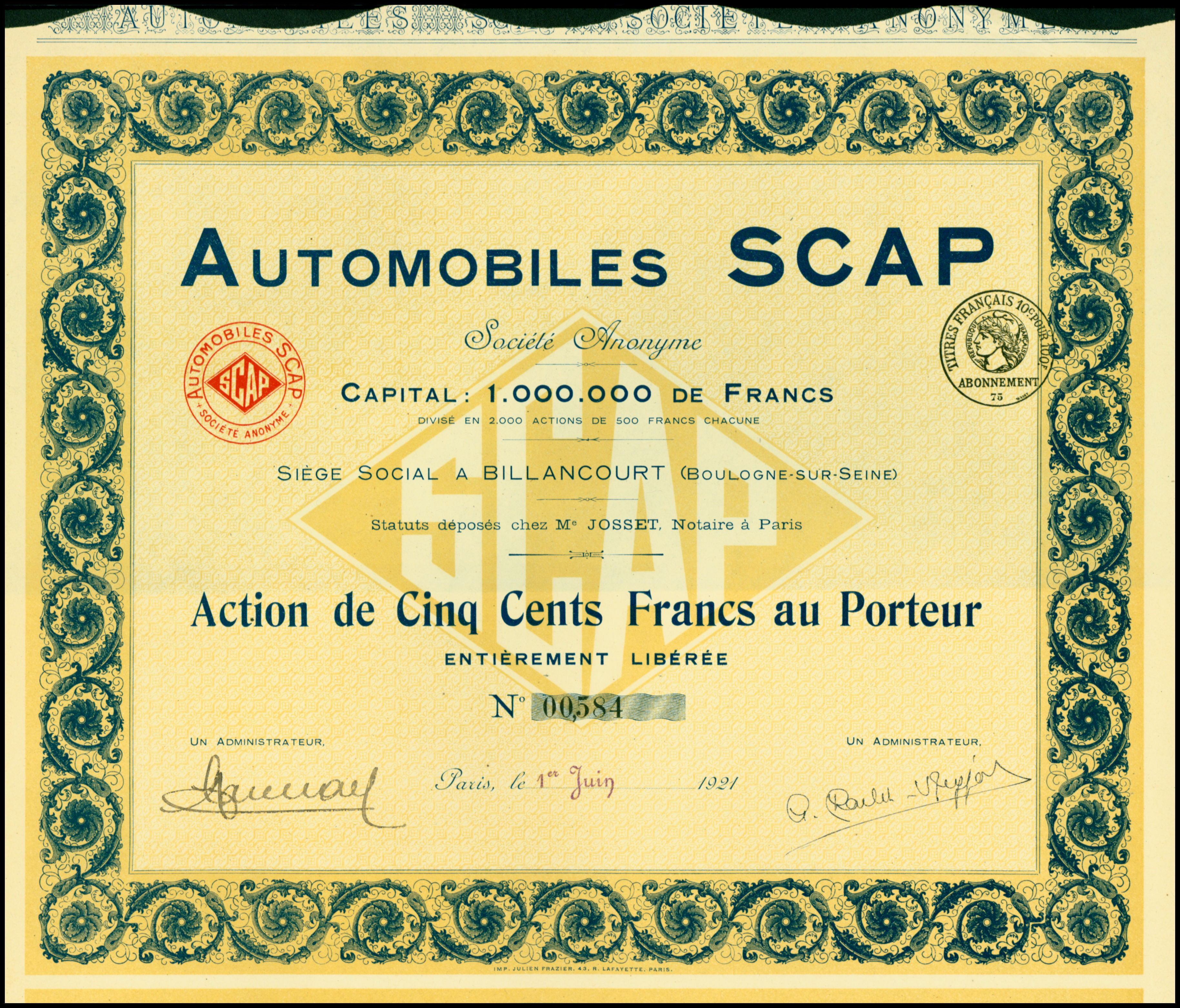
Action de Automobiles Scap SA, en date du 1 juin 1921.

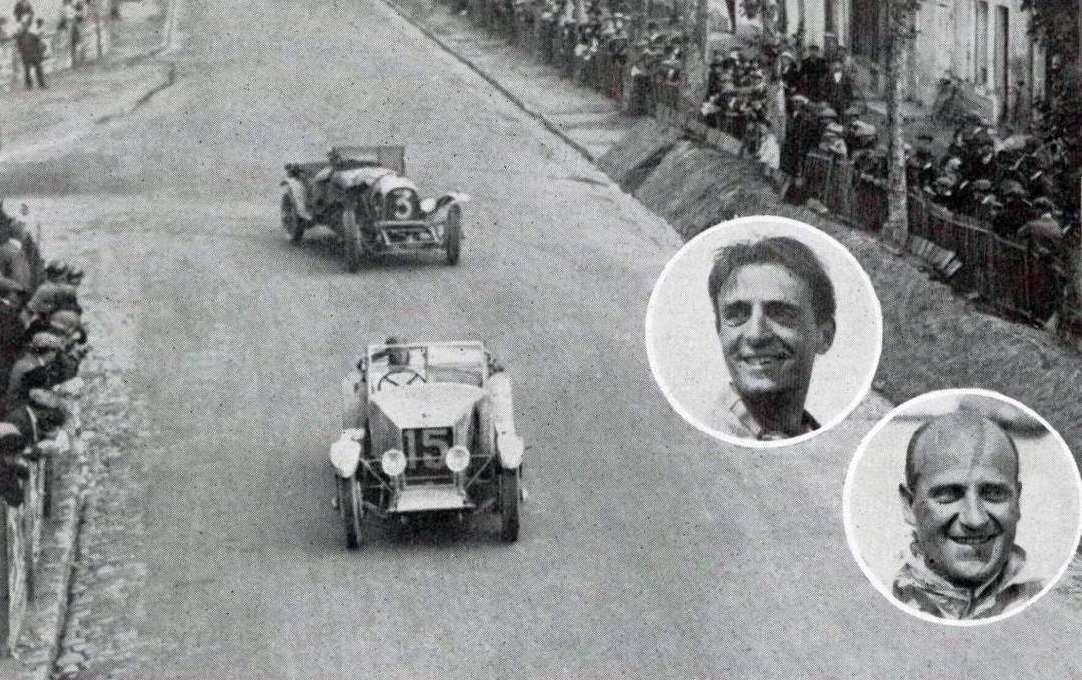
La Scap 15 de Lucien Desvaux-Fernand Vallon (4e) devant la Bentley des vainqueurs des 24 Heures du Mans 1927. Dudley Benjafield (à gauche) et Sammy Davis (à droite) en médaillon, au virage de Pontlieue.

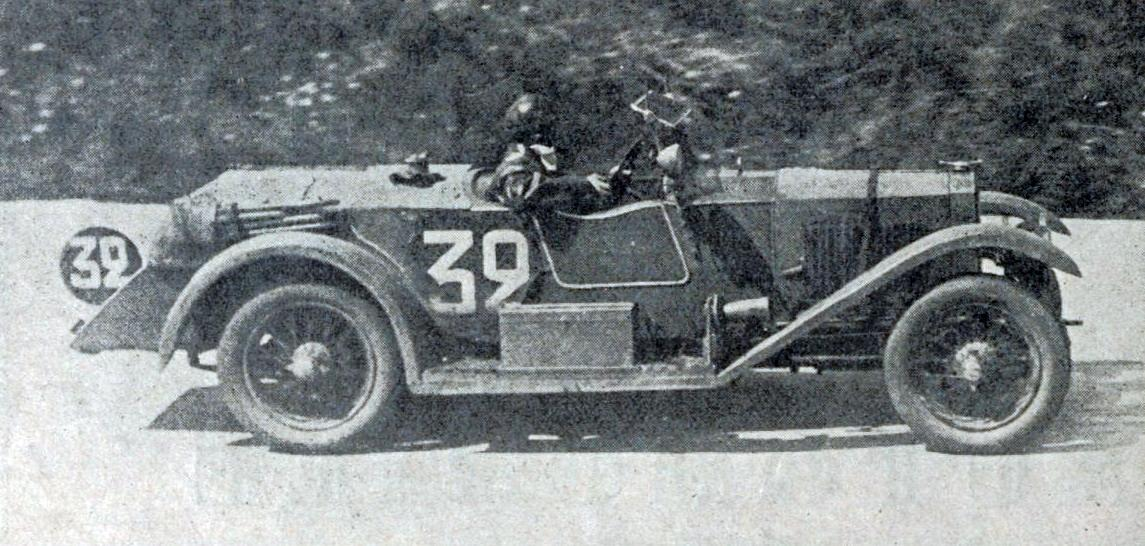
La SCAP 1.5 L de Guilbert et Clément, victorieuse de sa classe aux 24 Heures de Paris 1927, à Montlhéry.

- Grand Prix de Picardie 1925, avec Boris Ivanowski sur BNC cyclecar à motorisation SCAP
- Grand Prix de Comminges 1 100 cm3 1925, avec Boris Ivanowski sur BNC cyclecar à motorisation SCAP
  - 2e du Grand Prix cyclecars du M.C. Marseille 1925 à Miramas (Boris Ivanowski, BNC avec motorisation SCAP)
  - 3e des 4 Heures de Bourgogne 1927 (Lobre, BNC avec un moteur SCAP)
  - 4e des 24 Heures du Mans 1927, avec victoire de catégorie en 1,5 L (Lucien Desvaux et Fernand Vallon, la même année septième Jean Albert Grégoire et Lucien Lemesle chez Tracta, ainsi que huitième Henri Guilbert et Albert Clément encore sur S.C.A.P.)[1].

1927 est la grande année sportive pour SCAP, qui remporte en outre la Coupe des voitures des 6 Jours d'Hiver en janvier, et sa catégorie aux Critérium Paris-Nice, Grand Prix de Tchécoslovaquie, 24 Heures de Montlhéry (équipage Guilbert et Clément), ainsi que lors des côtes de Grenoble, Château-Thierry, Clermont-Ferrand, les Alpilles, Laffrey, Saint-Alban, Saint-Geoire-en-Valdaine, Fribourg (Allemagne) et les Justices.
Palmarès des Rally type ABC équipées du moteur SCAP :
- 1929 : Rallye Paris Saint-Raphaël (1er ex-aequo en 1 100 cm3), Rallye Paris-Nice (1er et 2e en 1 100 cm3) ;
- Bol d'or (3e et 6e au général) ;
- 1930 : Grand Prix du Maroc (4e au général), Circuit de l'Aisne (1er), Circuit de l'Ouest (1er), Circuit de Péronne (1er et 2e).